# Stella (fietsmerk)
Stella is een Nederlands rijwielmerk van het bedrijf Stella Fietsen B.V., dat sinds 2011 bestaat en uitsluitend elektrische fietsen (e-bikes) produceert. De fabriek en hoofdvestiging bevindt zich in Nunspeet. Landelijk heeft het bedrijf diverse winkels, die aangeduid worden met E-bike testcentrum.

## Geschiedenis
In 2011 werd het merk opgericht in een schuur in de achtertuin van de ouders van Daan van Renselaar, de CEO van het bedrijf, en zijn compagnon Wilco van de Kamp. Stella startte met acht medewerkers en er werden 2100 e-bikes verkocht; in 2021 waren er meer dan 600 medewerkers in het bedrijf actief. In 2019 werden er 65.000 e-bikes verkocht, alleen al in Nederland.
De naam Stella werd gekozen omdat die volgens het bedrijf in het Italiaans voor ‘mooi, blinkend’ staat. De meeste modellen van Stella droegen een Italiaanse naam. De nieuwere modellen hadden een meer algemene naam.
De fietsen worden niet via rijwielwinkels verkocht. Stella heeft 48 eigen testcentra in Nederland en in België. Hier kunnen potentiële kopers diverse modellen bekijken, testen, vragen stellen en tot de koop overgaan. De fietsen worden aan huis afgeleverd, afgemonteerd en afgesteld naar wens van de koper. Het bedrijf heeft verder een eigen mobiele onderhouds- en pechservice. Via diverse grootschalige reclamecampagnes in regionale en later ook landelijke kranten verwierf het merk zich een plaats in de markt tussen de gevestigde (klassieke) rijwielmerken.
In mei 2018 werd bekend dat DM Equity Partners (DMEP) een substantieel minderheidsbelang (35%) nam in Stella. DMEP is een investeringsfonds van Ben Mandemakers en Rob ten Heggeler. DMEP zou Stella helpen buiten Nederland actief te worden met als beoogd doel Europees marktleider te worden.
In juli 2018 werd het bedrijf in Nunspeet door brand getroffen. Bij deze brand gingen ongeveer 3000 fietsen zonder accu's en 6000 accu's verloren in een loods. In januari 2019 brak weer brand uit, maar ditmaal bleef de schade beperkt.
Tijdens de coronapandemie werden veel fietsen verkocht, maar dit leidde ook tot verstoringen in de aanvoerketen van onderdelen en daardoor tekorten. Na de pandemie nam de vraag naar fietsen sterk af wat leidde tot lagere verkopen en overtollige voorraden. Stella reduceerde het aantal personeelsleden en staakte de activiteiten in Duitsland om de kosten te drukken, maar deze maatregelen bleken onvoldoende. In 2022 leed Stella een nettoverlies van 17,7 miljoen euro. In december 2023 werd bekend dat DMEP de enige aandeelhouder zou worden.
In november 2024 vroeg het bedrijf uitstel van betaling aan, snel gevolgd door een faillissement. Het bedrijf had op dat moment 440 medewerkers in dienst.
Op 2 december 2024 werd bekend dat investeringsmaatschappij Scheybeeck de activa van het failliete Stella heeft gekocht.  Het bedrijf zal aanzienlijk afgeschaald worden. Op 1 maart 2025 zal de verkoop en service herstart worden.
In 2023 boekte Stella een verlies van € 20,2 miljoen op een omzet van € 102 miljoen. 

## Strategie
Het merk begon aan de onderkant van de markt voor e-bikes en door deze voor lage prijzen aan vooral de doelgroep van 50-plussers aan te bieden, werd het een populair merk. Wisselend werd door kopers over de kwaliteit van de geleverde fietsen geoordeeld. Door in hoog tempo nieuwe modellen te ontwikkelen, de kwaliteit te verbeteren en op goedkope wijze in het eerste productiejaar frames te laten produceren in China, kon het merk uiteindelijk in het topsegment de concurrentie aangaan met e-bikes van de oude, gevestigde Nederlandse merken, zoals Sparta, Batavus en Gazelle en werd het marktleider in Nederland.
Naar eigen zeggen om deze merken niet uit de markt te willen drukken, is het merk zich gaan toeleggen op uitbreidingen van de leveringen naar het buitenland, zoals naar Duitsland (2017) en België (2020), in plaats van zich nog verder op de verkoopstrategie in Nederland te richten. Vanaf 2020 verkocht Stella ook de e-bikes online via hun webshop. De productie werd verplaatst naar Portugal, Litouwen, Bulgarije en Roemenië, waar de voorassemblage plaatsvond en waar ook de andere grote merken hun fietsen lieten produceren. De eindassemblage vond plaats in het bedrijf in Nunspeet.
De verkoopprijzen waren adviesprijzen, waarop de koper kon onderhandelen. Om het fietsleasen via de werknemer te promoten en het woonwerkverkeer met de auto te verminderen, had het bedrijf met het Bike Project een eigen leasemaatschappij opgericht. Voor particulieren was via de ANWB een beperkt aantal modellen te leasen via private-lease. Voor de aankoop van een fiets bood het bedrijf een eigen financieringsregeling, waarbij het aankoopbedrag gespreid over 72 maanden kon worden afbetaald.

## Prijzen en onderscheidingen
- Het model Morena Premium MDB FI werd verkozen tot de Beste e-bike van het Jaar 2021
- Het model Morena Premium BES3 FI werd door VAB verkozen tot Beste e-bike van het jaar 2023